# Kalist Ambruš
Kalist Ambrus (Callistus) (Bizonja, o. 1783. – Željezno, 19. siječnja, 1844.) gradišćanski hrvatski je franjevac, duhovnik i pisac.
Ime Kalist je dobio kod franjevaca, nije poznato njegovo pravo ime. Pohađao je gimnaziju kod Pijarista u Starom Gradu (Mosonmagyaróvár). 1804. godine je stupio u franjevački red i 1806. godine je bio zarađen za svećenika. Bio je vojni dušobrižnik u Mödlingu i ovako služio još 22 godina. Nekoliko godina je bio u Milanu u Italiji.
Pisao je križni put na gradišćanskohrvatskom jeziku Szvéti kri'sni put kogaj' Jezus Krisztus na véliki pétak sz-krisem oblosen va cseternaiszti Statzia, do Briga Kalvarie obversil (1844.). 1895. godine objavljeno je bilo ovo djelo na njemačkom jeziku Der heilige Kreuzweg.